# Sheng (språk)
Sheng är en sociolekt av swahili, ibland kallad ett pidginspråk, med ursprung i Nairobi, Kenya. Sheng föddes på 1970-talet i de fattiga Nairobiförorterna i Eastlands. Dialekten har dock spritt sig, både geografiskt och över klassgränserna, och delar av den återfinns över hela Kenya, liksom i Tanzania och Uganda.
I sheng återfinns många lånord från andra kenyanska språk, främst engelska, gĩkũyũ, luo och kamba.
Hiphopartister som Nonini och Kalamashaka har spelat stor roll för att sprida sheng i Östafrika, sedan de på 1990-talet började rappa på dialekten.
Många delar av till exempel Nairobi har delvis sin egen sheng. Den uppdateras dessutom ständigt för att vara ny och häftig, samtidigt som vuxenvärlden inte ska förstå vad ungdomarna pratar om.

## Grammatik
Grammatiken i sheng är oftast oförändrad från swahilin, medan vokabulären kan skilja sig kraftigt.
"Jag kommer" heter på swahili nakuja men kan på sheng bli nacome. Verbstammen kuja, "kom", är alltså utbytt mot det engelska verbet come, medan prefixet, som anger både tempus och subjekt, är oförändrat.
På samma sätt blir swahilins unaona? ("ser du?") på sheng till unacheki?. Här är engelskans check out transformerat till cheki medan prefix sitter kvar.